# Проспект Петра Григоренка (Харків)
Проспект Петра Григоренка — проспект у Харкові, що зв'язує проспект Героїв Харкова і проспект Байрона. Довжина — 2600 м. Проспект Петра Григоренка перетинає бульвар Юр'єва, Стадіонний проїзд, Олімпійську вулицю, вулицю Каденюка, Жасминовий бульвар. Більша частина проспекту лежить у межах житлового масиву «Нові будинки».

## Історія проспекту
Як і більшість магістралей житлового масиву «Нові Будинки» (раніше — житловий масив Селекційної станції), вулиця виникла за радянського часу, в 1950-1960-х роках. У 1968 р. до 25-ї річниці визволення Харкова від нацистських загарбників, бригада монтажників заслуженого будівника УРСР, Героя Соціалістичної Праці В. С. Плахотіна змонтувала на Стадіонній вулиці перший в Україні великопанельний дев'ятиповерховий житловий будинок з віброкатних деталей. У 1972 р. на розі Стадіонної вулиці й Московського проспекту (нині проспект Героїв Харкова) був введений в експлуатацію комфортабельний готель «Турист» на 400 місць. У 1977 р. закінчено будівництво Палацу спорту.

### Назва
Перша назва — Стадіонна вулиця, пов'язана з розташованим на проспекті Палацем спорту. 3 12 січня 1983 року — вулиця 60-річчя СРСР, з 14 лютого 1990 р. — проспект Маршала Жукова.
17 травня 2016 року Харківська ОДА на виконання закону «про декомунізацію» перейменувала проспект Маршала Жукова на проспект Петра Григоренка.
У травні 2019 року харківський міський голова Геннадій Кернес заявив, що якщо петиція до міської ради про повернення назви проспекту імені маршала Георгія Жукова набере необхідну кількість у 5 тисяч голосів, то він ініціює таке рішення Харківської міської ради. 19 червня 2019 року міська рада ухвалила рішення про поверненню проспекту імені маршала Жукова, а ім'я Петра Григоренка було присвоєне новій вулиці-пробивці між вулицями Римарською та Клочківською. На початку вересня 2019 року Харківський окружний адміністративний суд визнав таке перейменування незаконним. 8 жовтня 2019 року Харківська міська рада програла апеляцію.
26 лютого 2020 року рішенням Харківської міської ради проспекту повернено попередню назву на честь маршала Жукова.
Наступного дня після перейменування Український інститут національної пам'яті підготував заяву, в якій засудив рішення Харківської міської ради, визнавши його незаконним і таким, яке не сприяє консолідації суспільства. Крім того, в Інституті наголосили, що буде невідкладно подано звернення до правоохоронних органів з метою притягнення причетних осіб до відповідальності за порушення закону.
18 червня 2020 року Харківський окружний адміністративний суд вдруге скасував рішення Харківської міськради про перейменування проспекту на честь маршала Жукова. Було визначено, що перейменування проспекту суперечить закону України «Про декомунізацію».

## Соціальна сфера

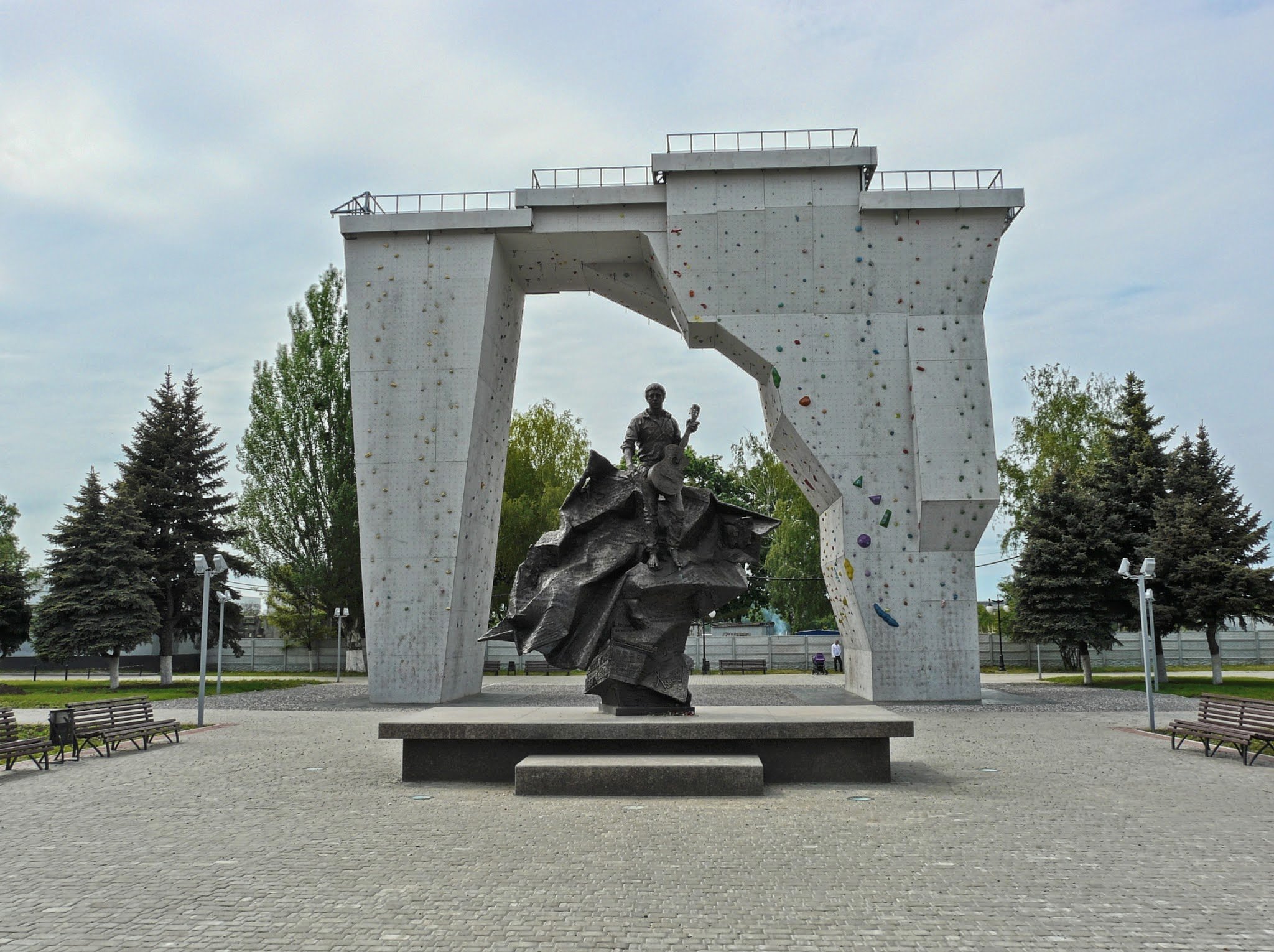
Пам'ятник В. С. Висоцькому на фоні скеледрому, біля Палацу Спорту

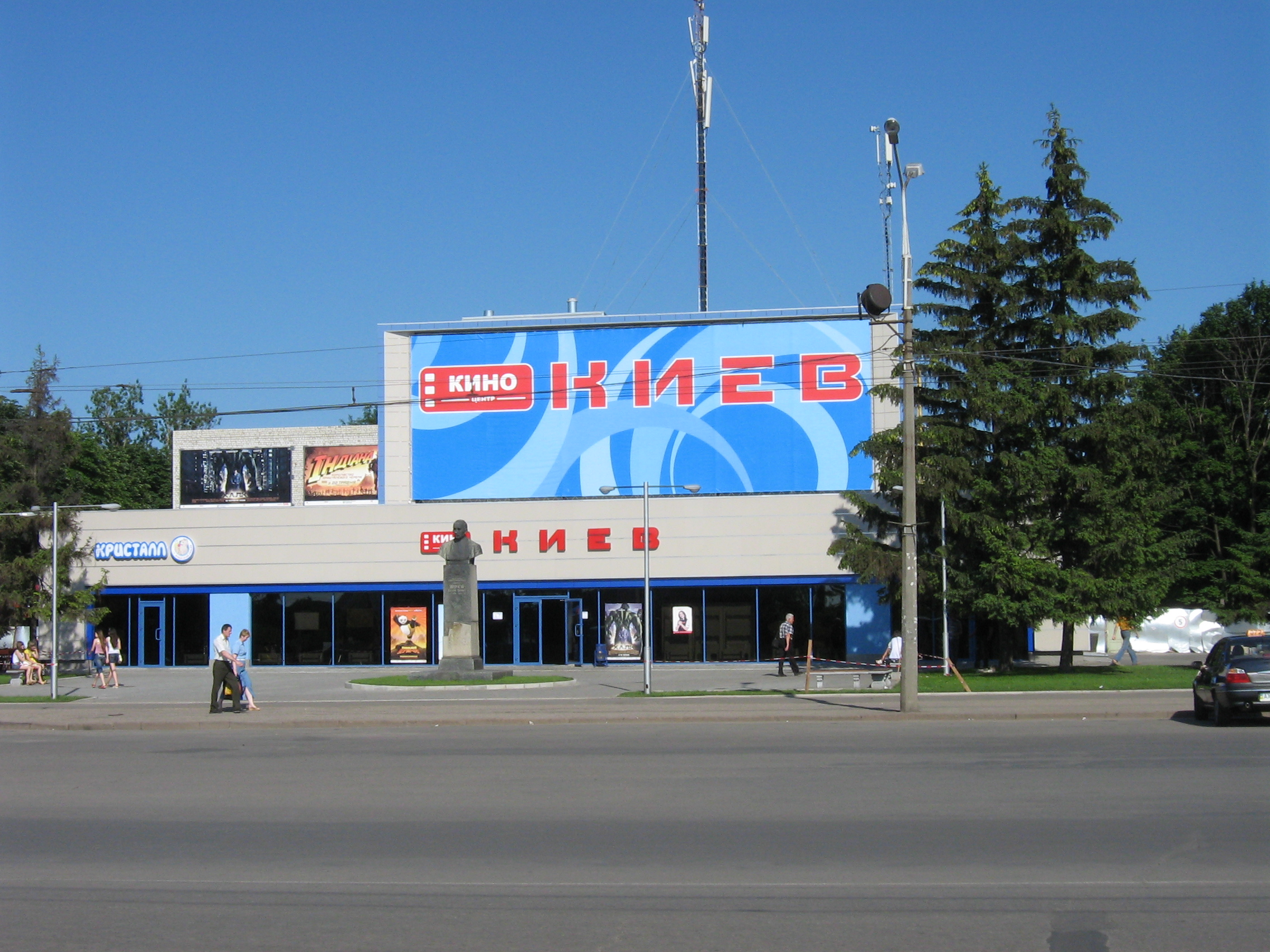
Погруддя В. Я. Юр'єва, біля кінотеатру «Київ»

### Охорона здоров'я
3-тя стоматологічна поліклініка Салтівського району (будинок № 9/1).

### Рекреація

#### Спорт
Палац Спорту (просп. Петра Григоренка, 2) ─ найбільша у Харкові спортивна споруда закритого типу. Використовується переважно для проведення виставок і концертів, а не для проведення спортивних заходів.
Міська спеціалізована дитячо-юнацька спортивна щкола олімпійського резерву (просп. Петра Григоренка, 2) ─ спеціалізується на таких спортивних дисциплінах: хоккей, фігурне катання, шорт-трек.

#### Парки та сквери
Каштанова алея ─ розташована уздовж східної сторони проспекту і тягнеться від будинку № 3 до перехрестя з вулицею Каденюка.
Бульвар Юр'єва ─ починається за кінотеатром «Київ» і тягнеться до вулиці Харківських Дивізій.
Жасминовий бульвар ─ починається від перехрестя з Садовим проїздом і тягнеться до вулиці Харківських Дивізій.

### Монументи та пам'ятники
- Пам'ятник Василю Яковичу Юр'єву — радянському селекціонерові, академіку, двічі Герою Соціалістичної Праці. Встановлено перед будівлею кінотеатру «Київ» Бронзовий бюст видатного вченого-селекціонера встановлений на п'єдесталі з сірого граніту. Автор пам'ятника — заслужений діяч мистецтв УРСР скульптор В. І. Агібалов, архітектор Д. А. Морозов;
- Пам'ятник Маршалу Жукову — встановлений в 1994 році (остаточно демонтований 17 квітня 2022 року);
- Пам'ятник В. С. Висоцькому — видатному радянському актору, співаку і поету, класик у жанру авторської пісні.

### Торгівля
Ринок біля станції метро «Палац Спорту» поряд з готелем «Турист» (просп. Героїв Харкова, 144).